# Schinderberg (Trebbin)

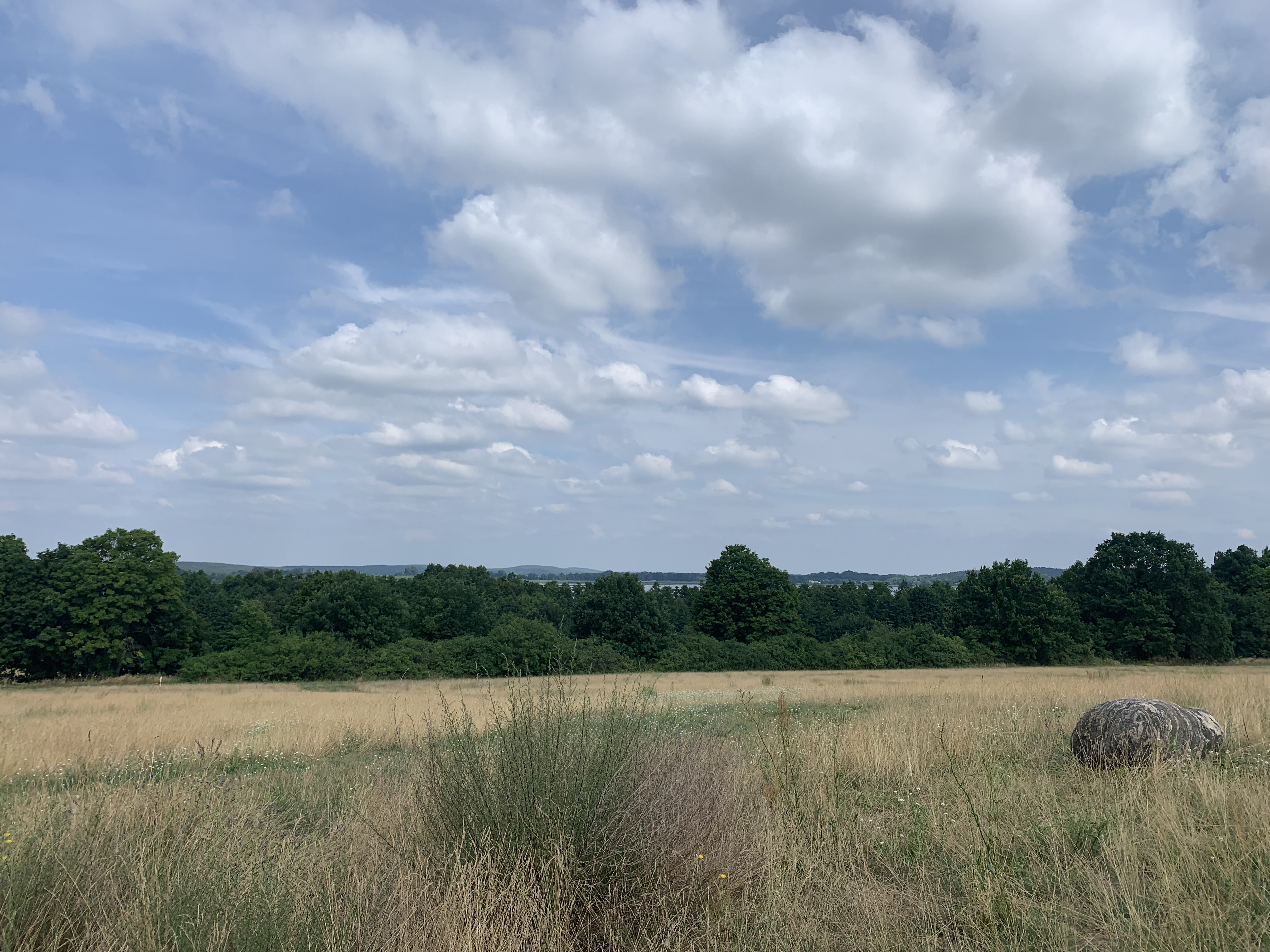
Blick vom Schinderberg auf Blankensee und den Blankensee

Der Schinderberg ist eine 58 m ü. NHN hohe Erhebung bei Seeblick, einem Wohnplatz der Stadt Trebbin im Landkreis Teltow-Fläming in Brandenburg. Der Berg erhielt im Mittelalter seinen Namen, als dort Personen gefoltert und Hinrichtungen vollzogen wurden.
Die Erhebung liegt südlich des Wohnplatzes, westlich des Trebbiner Ortsteils Stangenhagen und östlich des Trebbiner Ortsteils Schönhagen. Südöstlich befindet sich mit Schönblick ein weiterer Wohnplatz der Stadt. Rund 700 m westlich der Erhebung ist der 54,5 m hohe Mühlenberg, rund 800 m weiter östlich der 53 m hohe Lankenberg. Die Bundesstraße 246 führt in West-Ost-Richtung südlich der Erhebung vorbei. Die Flächen werden als Schafweide genutzt; auf der Erhebung stehen mehrere Feldgehölze und ein Rastplatz, der Teil des FlämingWalks Rund um den Blankensee ist.